# Schaunbergové
Schaunbergové patřili k významným starým hornorakouským domácím hraběcím rodům.

## Historie
Schaunbergové až do poloviny 15. století patřili k nejvýznamnějším spojencům Rožmberků. Na přelomu let 1381-1382 Oldřich I. z Rožmberka spolu s bratry a Jindřichem z Hradce vojensky podpořili Jindřicha ze Schaunbergu v rozepři s rakouským vévodou Albrechtem III. Prostředníkem v celé kauze se nakonec stal český král Václav IV.
Pokračování tradičních sňatků s Rožmberky nastalo ještě roku 1380 svatbou Jindřicha III. z Rožmberka s Barborou ze Schaunbergu a pak v roce 1453 svatbou Jindřicha IV. z Rožmberka s Anežkou ze Schaunbergu.
Schaunbergové vytvořili samostatné říšské hrabství, které bylo oporou stavovské politiky hornorakouské šlechty. Habsburkové si hrabství podřídili po roce 1361 na základě zfalšovaných privilegií. V 16. století rod vymřel.
Společně s Kuenringy a Hardeky patřili  rodům, jejichž sňatková politika často zasahovala na české území a to obzvláště za vlády Přemysla Otakara II.
Vdova po Jindřichovi z Kuenringu Hedvika ze Schaunbergu byla manželkou významného českého šlechtice Voka z Rožmberka a pravděpodobně měla významný podíl i na založení Vokovy cisterciácké fundace ve Vyšším Brodě. Mateřským klášterem nově založeného rakouského kláštera Wilhering z kraje ovládaného Schaunbergy a právě Wilhering byl rodovým klášterem Schaunbergů.